# Orbita Molnija

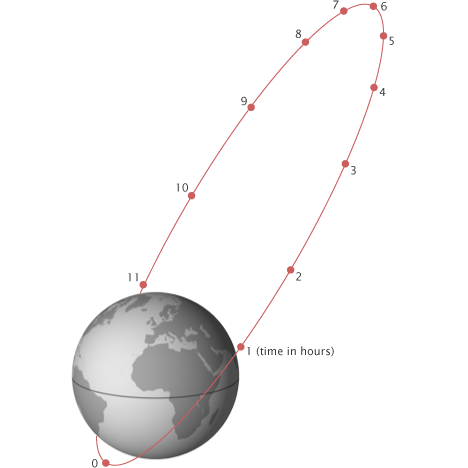
L'orbita Molniya. Tipicamente il periodo che va da perigeo +2 a perigeo +10 è utilizzato per trasmettere all'emisfero nord.

L'orbita Molnija (dal termine che in lingua russa indica il lampo) è un particolare tipo di orbita utilizzato dai satelliti per comunicazioni militari dell'Unione Sovietica e, attualmente, dalla Russia. Si tratta di un'orbita altamente ellittica, con un'inclinazione di 63,4° ed un periodo orbitale di 12 ore, studiata in modo tale da azzerare gli effetti di perturbazione dell'argomento del perigeo.
L'appellativo Molnija deriva dal nome dei primi satelliti sovietici che vennero posizionati su orbite di questo tipo nel corso degli anni sessanta; si trattava di una costellazione di tre satelliti in grado di offrire una copertura continua del territorio sovietico, simile a quella che avrebbe avuto un satellite in orbita geostazionaria, ma centrata su regioni situate a latitudini molto alte, non raggiungibili altrimenti.
Anche alcuni satelliti statunitensi utilizzarono questo tipo di orbita.